# آئورل ولایکو
 آئورل ولایکو (انگلیسی: Aurel Vlaicu؛ ۱۹ نوامبر ۱۸۸۲ – ۱۳ سپتامبر ۱۹۱۳) یک مهندس اهل رومانی بود وی هنگام عبور از کوه‌های کارپات با هواپیمای ساخت خودش، ولایکو ۲ سقوط کرد و کشته شد.